# Santa Maria do Povo (título cardinalício)
O título cardinalício de Santa Maria do Povo (em latim: Sancta Mariæ de Populo) foi instituido pelo Papa Sisto V em 13 de abril de 1587, pela constituição apostólica Religiosa. Sua igreja titular é Santa Maria del Popolo.

## Titulares protetores
- Tolomeo Gallio (1587)
- Scipione Gonzaga (1588-1593)
- Ottavio Acquaviva d'Aragona (1593-1602)
- Francesco Mantica (1602-1614)
- Filippo Filonardi (1614-1622)
- Guido Bentivoglio (1622-1635)
- Lelio Biscia (1637-1638)
- Lelio Falconieri (1643-1648)
- Mario Theodoli (1649-1650)
- Fabio Chigi (1651-1655) Eleito Papa Alexandre VII
- Giangiacomo Teodoro Trivulzio (1655-1656)
- Flavio Chigi seniore (1657-1686)
- Savo Millini (1686-1689)
- Francesco del Giudice (1690-1700)
- Andrea Santacroce (1700-1712)
- Agostino Cusani (1713-1730)
- Camilo Cybo (1731-1741)
- Francesco Ricci (1743-1755)
- Franz Konrad Kasimir Ignaz von Rodt (1758-1775)
- Giovanni Carlo Bandi (1775-1784)
- Giovanni Maria Riminaldi (1785-1787)
- Francesco Maria Pignatelli (1794-1800)
- Ferdinando Maria Saluzzo (1801-1804)
- Vacante (1804-1817)
- Francesco Cesarei Leoni (1817-1830)
- Francisco Javier de Cienfuegos e Jovellanos (1831-1847)
- Jacques-Marie-Antoine-Célestin Du Pont (1847-1859)
- Carlo Sacconi (1861-1870)
- Vacante (1870-1874)
- Flavio Chigi (1874-1885)
- Alfonso Capecelatro di Castelpagano (1886-1912)
- José María Cos y Macho (1912-1919)
- Juan Soldevilla y Romero (1919-1923)
- George Mundelein (1924-1939)
- Vacante (1939-1946)
- James Charles McGuigan (1946-1974)
- Hyacinthe Thiandoum (1976-2004)
- Stanisław Dziwisz (2006-)